# Morten Thing
Morten Thing (født 10. oktober 1945) er en dansk kulturhistoriker, der er forskningsbibliotekar ved Roskilde Universitet. Han er forfatter til flere bøger særligt om dansk kommunisme.
Thing blev født i 1945.
Hans moder var Dora Thing (født 1919), der voksede op på Nørrebro som barn af russiske jøder.
Hans fader var Børge Thing, en fremtrædende dansk modstandsmand under Besættelsen og medlem af sabotagegruppen
BOPA.
Morten Thing har både skrevet biografi om sin mor og far, bøgerne Min mors historie og Sabotøren – Min fars historie (2011).
Thing blev cand.phil. i dansk i 1974 og dr.phil. i 1993.